# Bureau des antiquités et monuments

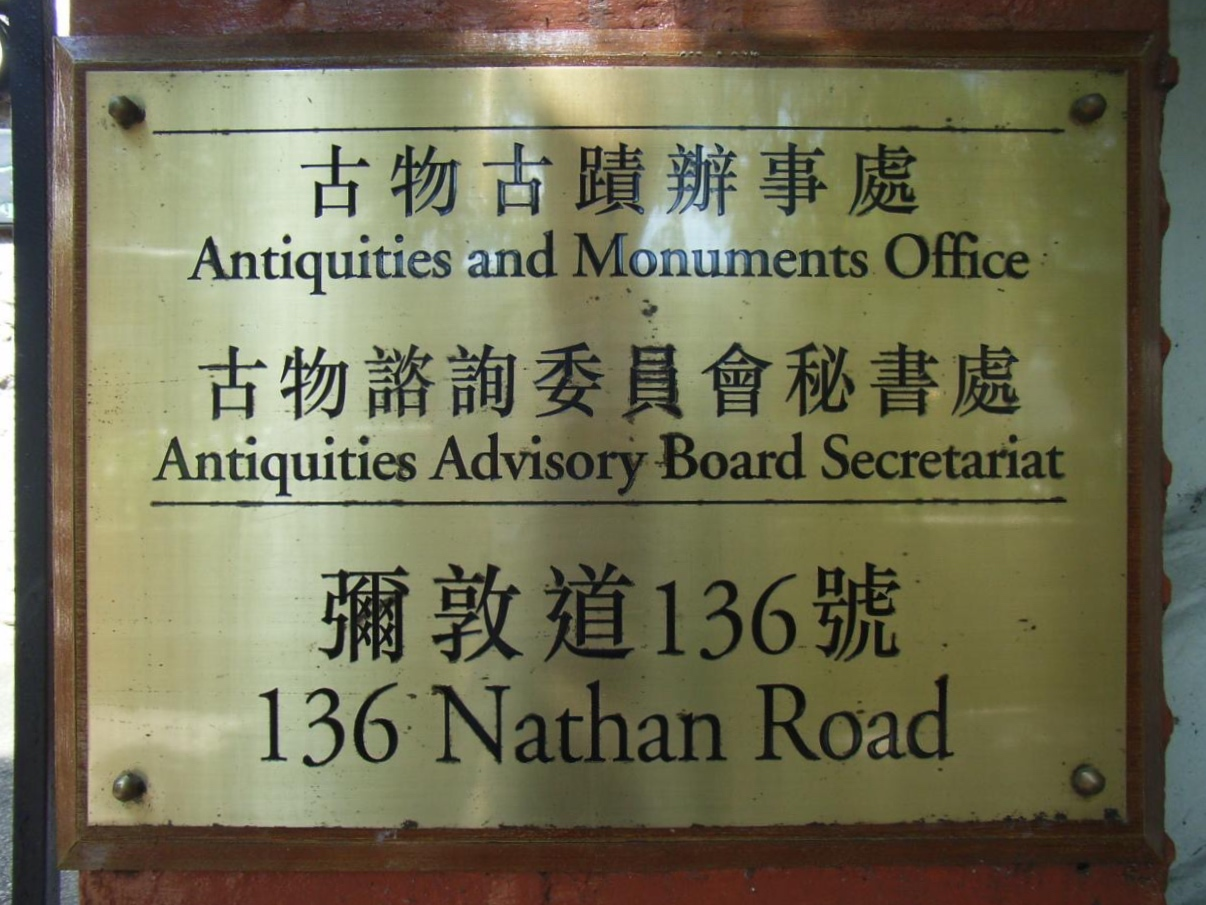
Plaque.

Le bureau des antiquités et monuments (古物古蹟辦事處) est un organisme du gouvernement de Hong Kong établi en 1976 par l'ordonnance sur les antiquités et monuments pour protéger et conserver les monuments historiques de la ville. Siégeant dans le bâtiment de l'ancienne école britannique de Kowloon (en), le bureau est responsable de l'identification, de l'enregistrement et de la recherche des bâtiments et des éléments d'intérêt historique, ainsi que de l'organisation et de la coordination des enquêtes et fouilles archéologiques dans les zones d'importance historique. C'est le département des loisirs et des services culturels qui gère actuellement le bureau.

## Hiérarchie
Le bureau est le bras exécutif de l'autorité des antiquités, un portefeuille du secrétaire aux affaires intérieures (en). Le cadre problématique et déroutant du gouvernement est mis à nu lors de la bataille pour la conservation de la jetée de la reine (en). Le directeur du programme de conservation architectural de l'université de Hong Kong déclare que le gouvernement doit clarifier les relations et les responsabilités entre le conseil d'administration, le bureau et l'autorité des antiquités.

## Responsabilités
L'une des tâches du bureau est de sensibiliser le public au patrimoine de Hong Kong par l'éducation, des programmes de publicité et la mise en place de sentiers du patrimoine et de centres d'expositions. Le centre de découverte du patrimoine de Hong Kong et le sentier du patrimoine de Ping Shan sont sous la direction du bureau.
La réutilisation adaptative (en) de certains bâtiments historiques sont organisés par le bureau qui subventionne également la société archéologique de Hong Kong (en) pour les fouilles et les relevés de patrimoines inexplorés.